# 대해금
대해금(大奚琴)은 1960년대에 대한민국의 해금을 첼로과 비슷하게 현대적으로 개량한 조선민주주의인민공화국의 현악기이다.
대해금은 조현도 첼로와 유사하게 C-G-d-a 완전5도 간격으로 한다. 실음은 기보음보다 장2도 낮아 Bb조 악기로 분류된다. 음역은 기보음 기준으로 C-a"까지로 4옥타브에 약간 못미치지만, c"'까지도 이론상 연주할 수 있다. 소해금 만큼은 아니지만 독주 악기로도 쓰이고, 중주나 합주에서도 사용된다.
연주 자세 역시 첼로와 유사하게 울림통 밑의 쇠막대기를 바닥에 고정시켜서 연주하는데, 쇠막대기의 굵기는 첼로보다 더 굵은 편이다. 울림통도 소해금이나 중해금에 비해 훨씬 큰데, 다만 소리구멍의 경우 첼로처럼 앞판에 나있지 않고 지판을 경계로 한 테두리 윗쪽에 나있다. 첼로와 비교하면 대해금의 울림통이 더 작고 원통형이며, 이 때문에 지판과 울림통이 만나는 영역이 첼로보다는 좁아서 고음역의 운지가 수월한 편이다.
대해금은 첼로가 가지고 있는 현대적인 소리와 해금이 가지고 있는 전통적인 소리를 동시에 가지고 있는 악기로서 역시 소해금, 중해금, 저해금과 마찬가지로 북한의 성악이나 클래식 연주시에도 많이 사용되는데, 대해금은 첼로 옆에 앉아서 음을 맞추어 본 후 같은 악보를 보면서 연주하기 때문에 서양악기와도 융합이 잘맞는다.
소해금, 중해금, 대해금, 저해금 네 종류 모두 4현에 지판이 있고 활이 독립된 형태로 개량되었기 때문에 바이올린족 악기들의 연주법 거의 모두를 그대로 사용할 수 있다.

## 같이 보기
- 북한의 개량악기